# Eggs
Eggs（エッグス）は、レコチョク、タワーレコードが共同で設立した株式会社エッグスが運営する、インディーズや新人アーティストの音楽活動支援を目的としたプラットフォームサービスである。無料ウェブサイト・Android/iOSアプリの運営、オーディション・ライブイベント・インディーズレーベルの主催などを行っている。

## 概要
2015年設立。それまで行われていた閃光ライオットの実質的な後継フェスとして未確認フェスティバルを主催。第1回でグランプリを獲得したShout it Outのミニアルバム「Teenage」をEggsレーベル第一弾アーティストとしてタワーレコード限定で発売した。
2016年、クラウドファンディングの仕組みを取り入れたプロジェクト「Eggsサポートプロジェクト」をスタート。第1弾としてT/ssue、PURPLE HUMPTYが参加。後にチーナフィルハーモニックオーケストラ、あいみょん、Bentham、ジャパハリネット等も参加した。また、2016年春より、タワーレコードが独自で行ってきた新人発掘、インディーズ支援レーベルの「FIRE STARTER」を「Eggs」レーベルに統合した。
2019年12月9日、株式会社エッグスを設立し株式会社化。

## 主なキュレーター
ライブハウスやリスナーの視点からEggs登録アーティストを紹介している。
- あっぺ
- アリスムカイデ
- Kakka（赤金諒亮）
- 呀兎
- コウ
- 先取り邦ロックの遊津場
- ならぴよ
- ハグてっぺい
- 舛屋史子

## マンスリープッシュ
| 発売日     | アーティスト・タイトル                                                                      |
| ---------- | ------------------------------------------------------------------------------------------- |
| 2017年12月 | モアスリイピイマン、aint、First Penguin、フラスコテーション、アノアタリ                     |
| 2018年1月  | stella、LUNO、doluce、utatane、レイラ                                                       |
| 2018年2月  | .(dot)any、立ち耳スコティッシュフォールド、fleufleu、Kaco、GOOD TIMES ROLL、rob             |
| 2018年3月  | FiSHBORN、キタニタツヤ、LIFE CORE FACTORY、マキアダチ、ソライロブランケット                 |
| 2018年4月  | PANAII、Manhole new world、all about paradise、尾崎リノ                                     |
| 2018年5月  | 傘、シロとクロ、涼音、Amber's                                                               |
| 2018年6月  | Seven Billion Dots、トビウオ、Stereoman、The Cynical Store                                  |
| 2018年7月  | 東京塩麹、フルー、実佑、shannons、& Side Dish                                               |
| 2018年8月  | sone+JitteryJackal、いつかのネモフィラ、MADE IN HEPBURN、シーシュタッツ【See Stadts】、eill |
| 2018年9月  | いちやなぎ、ザ・おめでたズ、WONDER BANANA SURF、ペンギンラッシュ                            |
| 2018年10月 | サクマリナ、Chapman、みゆな、akaganebridge、Kaco                                            |
| 2018年11月 | Newspeak、3SET-BOB、ラパンテット、Puskás                                                    |
| 2018年12月 | UMEILO、CVLTE、ザ・モアイズユー、popoq、O's-age                                             |
| 2019年1月  | なきごと、Tsuyoshi Kawaguchi、揺れるドレス、the Tele                                        |
| 2019年2月  | nee、Tokyolite、NIL ad9、Rainscope                                                          |
| 2019年3月  | Youmentbay、sankara、爽、マッシュとアネモネ                                                 |
| 2019年4月  | 磨耶、クロスメイト、Coff、osage、藍坊主                                                     |
| 2019年5月  | アルクリコール、Mega Shinnosuke、CAT ATE HOTDOGS、Mellow Youth                              |
| 2019年6月  | tiny yawn、Minato、MIRRROR、FOARA                                                           |
| 2019年7月  | みんなのこどもちゃん、LUA、いつかの刹那シンデレラ、にしな、E.scene                          |
| 2019年8月  | Yellow Studs、ザ・ストロングバブルシティ、室田夏海、ash                                     |
| 2019年9月  | keiji、Laura day romance、goomiey、Velvet Sighs、Owl                                        |
| 2019年10月 | -KARMA-、Oh No Darkness!!、カモシタサラ、佐藤知宙、jam da bomb                              |
| 2019年11月 | 鉄風東京、Griev fib、zo-sun park、AFTER SQUALL                                              |
| 2019年12月 | リュックと添い寝ごはん、大賛成、Conton Candy、ChroniCloop                                   |
| 2020年1月  | 南無阿部陀仏、Unevenness's、シゼントウタ、Youmentbay                                        |
| 2020年2月  | ヤユヨ、ヒトリ夜ブランコ、バニラエクストラクト、sancrib、Ran                                |
| 2020年3月  | 伊津創汰、Dannie May、石指拓朗、Re:name、あぶらこぶ、Rose One                               |
| 2020年4月  | nemuigirl、saya.、chillspot、Guest room                                                     |
| 2020年5月  | Chapman、periwinkles、Subway Daydream、diesp8d                                              |
| 2020年6月  | 青はるまき、Ryoko、藍色アポロ、中指を立てた彼女                                             |
| 2020年7月  | プッシュプルポット、seiza、The Papaya Collections、しらぬい                                 |
| 2020年8月  | anewhite、CiEL、かやゆー、SherLock、杏子                                                    |
| 2020年9月  | POOLS、ゆきみ、Surrounded By Enemies、Petrichor、AOAZA                                      |
| 2020年10月 | ルサンチマン、かたこと、PULPS、ずみを                                                       |
| 2020年11月 | daisansei、zonji、かのうみゆ、こころとことば、3grass                                        |
| 2020年12月 | The Shiawase、Motoki、Catfood Salmons、THE KING OF ROOKIE                                   |
| 2021年1月  | kittone、ステエションズ、クレナズム、アオノオトシゴ                                         |
| 2021年2月  | Lym、雨のマンデーズ、LAUSBUB、シャンモニカ                                                  |
| 2021年3月  | 優利香、RINGO TONE、Yobahi、マッシュとアネモネ                                              |
| 2021年4月  | Organic Call、アポロノーム、AOAZA、ルサンチマン、ginger                                     |
| 2021年5月  | 音楽かいと、The Otals、でかくてまるい、ねぐせ。                                             |
| 2021年6月  | アカネサス、Norenn、荒木夕方                                                                |
| 2021年7月  | 明るい赤ちゃん、Arata、Chevon、帝国喫茶、ザ・シスターズハイ                                 |
| 2021年8月  | 室田夏海、The Gentle Flower.、アメノイロ。、Noranekoguts                                    |
| 2021年9月  | Lyric Jack、チロと衛星、レベル27                                                            |
| 2021年10月 | リツカ、suya suya junction、Hello Hello                                                     |
| 2021年11月 | HollowBug、板歯目、memori、としゆか、RIP DISHONOR                                           |
| 2021年12月 | スズキケント、BENA、wawa_project、ayaka                                                     |
| 2022年1月  | THE KING OF ROOKIE、KOHAKU、cat bears、月と徒花、雪村りん                                   |
| 2022年2月  | 四半世紀少年、LOT SPiRiTS、ソールドシュガー                                                 |
| 2022年3月  | シャンディタウン、浪漫派マシュマロ、kittonekittone、squid heaven、HARMONY SKIT              |
| 2022年4月  | HelloNewWorld、Noazami                                                                      |
| 2022年5月  | aioi、ザ・ハウル、憧憬と傘、アポロノーム                                                    |
| 2022年6月  | Lilly drop、the whimsical glider、ブラメア                                                  |
| 2022年7月  | muque、Sammy Adjei、サバシスター                                                            |
| 2022年8月  | ノユイ、マリースメック、KIGO-綺語-、ハナユイ                                                |
| 2022年9月  | アイズルナ、発狂ボーイズ、ayatori                                                           |
| 2022年10月 | 夜更かしさんは白昼夢を見る、小夜中、tambi                                                   |
| 2022年11月 | 日菜、OUT OF FASHION、アスノポラリス                                                        |
| 2022年12月 | MONONOKE、DADA GAUGUIN、THE CANNA CLUB                                                      |
| 2023年1月  | Yang Homie、ちゃくら、The Gentle Flower.、ガラクタ                                          |
| 2023年2月  | 徒然書簡、redmarker、606号室、梨炭酸（pear soda）、スズキケント                             |
| 2023年3月  | メリクレット、Lala、Sweets                                                                  |
| 2023年4月  | UNFAIR RULE、マイナスジジョウ、ゲネラル・パウゼ、おとなりにぎんが計画                       |
| 2023年5月  | シンダサカナノメ、センチメンタルリリー、マシュマロヘルメット、食堂ガール                    |
| 2023年6月  | 奔走狂走局、プルスタンス                                                                    |
| 2023年7月  | こだまかなこ、uiuni、MIGHTY HOPE                                                            |

## CD
| 発売日         | アーティスト・タイトル                                                        |
| -------------- | ----------------------------------------------------------------------------- |
| 2015年12月16日 | Shout it Out「Teenage」                                                       |
| 2016年3月16日  | Shout it Out「僕たちが歌う明日のこと」                                        |
| 2016年4月27日  | Foley of Lucent「雨上がりのオレア」                                           |
| 2016年5月25日  | ゆるふわリムーブ「泡になる前に」                                              |
| 2016年6月22日  | ヤバイTシャツ屋さん「そこまでレアじゃない」                                   |
| 2016年7月6日   | chikyunokiki「BALL」                                                          |
| 2016年10月5日  | ノンフィクション「シンセカイヨリ」                                            |
| 2016年10月5日  | ゆるふわリムーブ「モノローグ」                                                |
| 2016年10月26日 | 向井太一「SLOW DOWN」                                                         |
| 2016年11月2日  | BUMBA「フロンティア」                                                         |
| 2016年11月2日  | THE WARSMANS「W.S.M.S」                                                       |
| 2016年11月2日  | AUSTINES「Jewelry」                                                           |
| 2016年11月9日  | SLOWLY BUT SURELY「Birthday」                                                 |
| 2016年11月23日 | イチヂク「獲物」                                                              |
| 2017年1月11日  | 德丸英器「居酒屋とくまる」                                                    |
| 2017年1月18日  | CLOW「DEAR FRAME」                                                            |
| 2017年3月8日   | A11yourDays「you,」                                                           |
| 2017年3月15日  | ゆるふわリムーブ「夢の記憶」                                                  |
| 2017年4月5日   | Sentimental boys「青春が過ぎてゆく」                                          |
| 2017年6月21日  | ゆるふわリムーブ「芽生」                                                      |
| 2017年7月19日  | naco is...「官能的革命前夜」                                                  |
| 2017年9月6日   | YAJICO GIRL「沈百景」                                                         |
| 2017年11月15日 | 4×4=16「Short Show」                                                          |
| 2017年12月6日  | リアクション ザ ブッタ「After drama」                                         |
| 2017年12月20日 | リツキ「DAWN TO YOUTH」                                                       |
| 2018年3月7日   | SILYUS「Youth 911」                                                           |
| 2018年3月7日   | kobore「アフレル」                                                            |
| 2018年3月14日  | みきなつみ「きみとわたしとメロンソーダ」                                      |
| 2018年5月16日  | ゆるふわリムーブ「綻び」                                                      |
| 2018年7月4日   | 超能力戦士ドリアン「超能力戦士ドリアンの1004円のCD」                          |
| 2018年7月11日  | 琴音「願い」                                                                  |
| 2018年8月2日   | Some Life「Poo」                                                              |
| 2018年8月8日   | Absolute area「あの夏の僕へ」                                                 |
| 2018年10月17日 | リアクション ザ ブッタ「Single Focus」                                        |
| 2018年11月7日  | KALMA「イノセント・デイズ」                                                   |
| 2019年1月16日  | Kaco「たてがみ」                                                              |
| 2019年3月13日  | マッシュとアネモネ「羊の飼い方」                                              |
| 2019年4月10日  | ザ・モアイズユー「想い出にメロディーを」                                      |
| 2019年5月15日  | 爽「Runaway」                                                                 |
| 2019年10月9日  | Oh No Darkness!!「Oh No Darkness!!」                                          |
| 2019年10月16日 | KALMA「DAYS E.P.」                                                            |
| 2019年11月20日 | zo-sun park「MAL FROM」                                                       |
| 2020年3月4日   | リュックと添い寝ごはん「青春日記」                                            |
| 2020年3月18日  | 伊津創汰「CAN YOU」                                                           |
| 2020年4月15日  | Chapman「CREDO」                                                              |
| 2020年8月5日   | Ran「無垢」                                                                   |
| 2020年9月16日  | CAT ATE HOTDOGS「omanju」                                                     |
| 2020年9月23日  | Surrounded By Enemies「Re:Code of Life」                                      |
| 2020年10月7日  | PULPS「the the the」                                                          |
| 2020年11月11日 | daisansei「ドラマのデー」                                                     |
| 2020年12月23日 | The Shiawase「OHANAMI」                                                       |
| 2021年2月3日   | 伊津創汰「DREAMERS」                                                          |
| 2021年3月10日  | 優利香「Newestrong」                                                          |
| 2021年3月17日  | あぶらこぶ「navel」                                                           |
| 2021年4月7日   | アポロノーム「Moment」                                                        |
| 2021年12月08日 | 優利香「Humanity」                                                            |
| 2021年12月15日 | SBE「NewtroGrade」                                                            |
| 2022年01月12日 | THE KING OF ROOKIE「THE KING OF ROOKIEから」                                  |
| 2022年03月09日 | アオノオトシゴ「Trim」                                                        |
| 2022年06月15日 | Various Artists(Rubresist、atelier room、リツカ、アスノポラリス)「CONTRAILS」 |
| 2022年08月24日 | 輪廻「自分にずっと恋して生きたい」                                            |
| 2023年03月03日 | The Vagaband「Beautiful Life」                                                |

## 放送メディア

### テレビ
- スペースシャワーTV「ギタ女Eggs」

### ラジオ
- 朝日放送ラジオ「ミュータマ」

## ライブ

### 一部関連イベント
| 開催日                   | タイトル                               | 備考 |
| ------------------------ | -------------------------------------- | --- |
| 2015年9月19日〜9月20日   | イナズマロックフェス 2015              | 「風神STAGE supported by Eggs」を設置                                                                                       |
| 2016年2月14日            | ビクターロック祭り2016                 | オーディション「『ワン！チャン!!』～ビクターロック祭りへの挑戦～」グランプリ・準グランプリのヤバイTシャツ屋さん、kikiが出演 |
| 2015年11月22日〜11月23日 | 下北沢にて'15                          | Eggs枠としてリーガルリリーとアマリリスが出演                                                                                |
| 2016年7月29日〜7月31日   | Reborn-Art Festival × ap bank fes 2016 | Born Next Liveステージを設置                                                                                                |
| 2016年9月3日             | BAYCAMP 2016                           | 「TIP OFF ACT」としてオープニングアクトが出演                                                                               |
| 2016年9月17日〜9月18日   | イナズマロック フェス 2016             | 「風神STAGE supported by Eggs」を設置                                                                                       |
| 2017年8月16日            | UKFC on the Road 2017                  | オーディション「Evolution! Generation! Situation!」グランプリ獲得アーティストが参加                                         |
| 2017年5月7日             | COMIN'KOBE17                           | オーディション「COMIN'オーディションKOBE'17 Supported by Eggs」グランプリ獲得アーティストが参加                             |
| 2017年3月18日            | ビクターロック祭り2017                 | 『ワン！チャン!!～ビクターロック祭り2017への挑戦～』」でグランプリを獲得したkobore、SILYUSが参加                            |
| 2017年9月16日〜9月17日   | イナズマロック フェス 2017             | 「風神STAGE supported by Eggs」を設置                                                                                       |
| 2018年3月17日            | ビクターロック祭り2018                 | 『ワン！チャン!!～ビクターロック祭り2018への挑戦～』」でグランプリを獲得した琴音、超能力戦士ドリアンが参加                  |
| 2018年9月22日〜9月24日   | イナズマロック フェス 2018             | 「イナズマゲート 2017 supported by Eggs」を設置                                                                             |

### 主催イベント
| 開催日                   | タイトル                                                      |
| ------------------------ | ------------------------------------------------------------- |
| 2016年2月22日            | ハピコレ!!×Eggs presents～3マンでニンニンニン!!～             |
| 2016年3月8日〜3月9日     | CDTV NEXT supported by Eggs                                   |
| 2016年5月15日            | Eggs presents FM802 Rockin'Radio! -OSAKAJOH YAON-             |
| 2016年5月26日            | Eggs × CINRA presents「exPoP!!!!! volume85」                  |
| 2016年6月4日〜6月5日     | Eggs presents SAKAE SP-RING 2016                              |
| 2016年7月2日             | Eggs presents 見放題2016                                      |
| 2016年9月17日〜9月19日   | Eggs presents TOKYO CALLING 2016                              |
| 2016年9月30日            | Skream! × TOWER RECORDS × Eggs presents HAMMER EGG vol.4      |
| 2017年2月16日            | Skream! × TOWER RECORDS × Eggs presents HAMMER EGG vol.5      |
| 2017年5月25日            | CINRA×Eggs presents 『exPoP!!!!! volume97』                   |
| 2017年5月31日            | Skream! × TOWER RECORDS × Eggs presents HAMMER EGG vol.6      |
| 2017年10月7日〜10月9日   | Eggs presents FM802 MINAMI WHEEL 2017                         |
| 2018年4月26日            | Eggs×CINRA presents「exPoP!!!!! volume108」                   |
| 2018年8月17日            | LIVEHOLIC presents『Crush!! vol. 22』supported by Eggs        |
| 2018年8月24日            | Skream! × TOWER RECORDS × Eggs presents HAMMER EGG vol.9      |
| 2018年8月30日            | Eggs × CINRA presents「exPoP!!!!! volume112」                 |
| 2018年10月6日〜10月8日   | Eggs presents FM802 MINAMI WHEEL 2018                         |
| 2018年12月11日           | Skream!×TOWER RECORDS×Eggs presents HAMMER EGG vol.10 SPECIAL |
| 2018年12月20日           | Eggs × CINRA presents「exPoP!!!!! volume116」                 |
| 2019年8月17日〜9月21日   | Yellow Studs × Eggs presents ごくつぶしが鳴く夜 2019          |
| 2020年1月12日            | Eggs Presents DADARINRIN Supported by SILAS                   |
| 2020年10月17日〜10月17日 | Eggsレコメン・タワレコメンのオンラインライブ                  |
| 2020年11月7日            | Eggs presents FM802 MINAMI WHEEL 2020 NEO EDITION vol.1       |
| 2020年12月5日            | Eggs presents FM802 MINAMI WHEEL 2020 NEO EDITION vol.2       |
| 2021年1月11日            | Eggs presents FM802 MINAMI WHEEL 2020 NEO EDITION vol.3       |
| 2021年3月6日             | Eggs presents FM802 MINAMI WHEEL 2020 NEO EDITION vol.4       |
| 2021年4月4日             | Eggs presents FM802 MINAMI WHEEL 2020 NEO EDITION vol.5       |